# یوست فان در بورخ
یوست فان در بورخ (هلندی: Joost van der Burg؛ زادهٔ ۱۱ دسامبر ۱۹۹۳) دوچرخه‌سوار اهل هلند است.